# Château de L'Isle-Adam

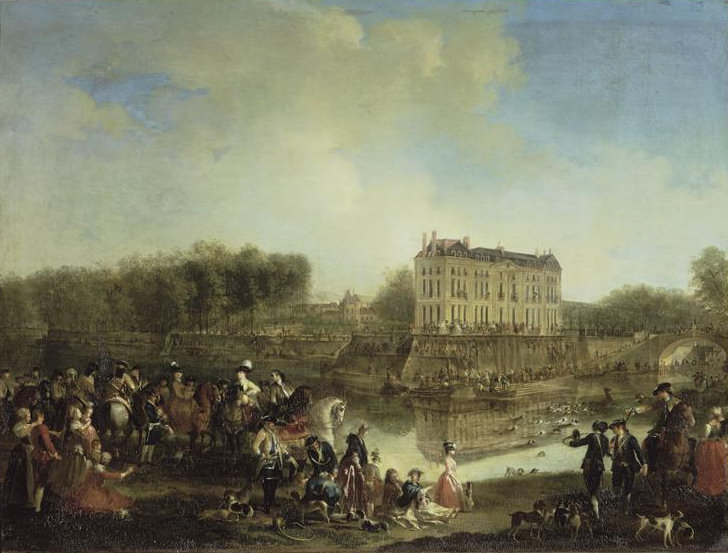
Michel Barthélemy Ollivier, Fête donnée par le prince Louis François de Conti en l'honneur de Charles Guillaume Ferdinand, prince héréditaire de Brunswick-Lunebourg en 1766 : Le cerf pris dans l'eau devant le château de L'Isle-Adam.

Le château de L'Isle-Adam se trouvait à L'Isle-Adam (Val-d'Oise) sur l'île du Prieuré. Reconstruit à plusieurs reprises, il a appartenu à d'illustres et puissantes familles : les Adam, les Villiers, les Montmorency, les Condé et enfin les Conti, dont il a constitué, pendant sept générations, le principal domaine en dehors de Paris. Il a été entièrement détruit au début du XIXe siècle.

## Historique
Pour stopper l'invasion normande, le roi de France fit construire des châteaux-forts,
tel celui qui fut construit en 825 sur la plus longue des deux îles de l'Oise à l'emplacement actuel de la ville de L'Isle-Adam, près du village de Nogent et qui est mentionné sur un acte de 1069 comme situé à proximité d'un prieuré.
Ce château fut confié au Seigneur Adam. La châtellenie prit petit à petit le nom de L'Isle-Adam et l'île elle-même prit ce nom. Par extension, la ville qui s'est développée entre l'île et Nogent conserva le nom de L'Isle-Adam. Au Moyen Âge, la seigneurie comprend les domaines de L'Isle-Adam, de Parmain et de Valmondois. Le château est reconstruit à plusieurs reprises.

### Le château de L'Isle-Adam avant les Conti
Il appartient d'abord aux Adam de L'Isle, qui le vendent en 1360 à Pierre Villiers, grand maître de l'hôtel du Roi. Celui-ci est le bisaïeul de Philippe Villiers de L'Isle-Adam (1464-1534), grand maître de l'Ordre de Malte en 1521. Antoine Villiers de L'Isle-Adam, héritier du domaine, épouse en premières noces Marguerite de Montmorency. 
Par ce mariage, L'Isle-Adam va entrer dans la puissante famille des Montmorency. En septembre 1527, le fils d'Antoine Villiers de L'Isle-Adam, Charles, qui a racheté les droits de ses frères et sœurs pour éviter tout morcellement du domaine, donne celui-ci, avec réserve d'usufruit, au connétable Anne de Montmorency (1492-1567). Celui-ci fait reconstruire le château et le moulin banal situé sur le pont.
En révolte contre l'autorité royale, Henri II de Montmorency est exécuté à Toulouse en 1632. Ses biens sont confisqués par Louis XIII qui en restitue la majeure partie à ses sœurs. Charlotte de Montmorency, femme d'Henri II de Bourbon-Condé, reçoit le domaine de L'Isle-Adam qui passe ainsi  à la maison de Condé, branche cadette de la maison de Bourbon.

### L'Isle-Adam au temps des Conti (1656-1792)

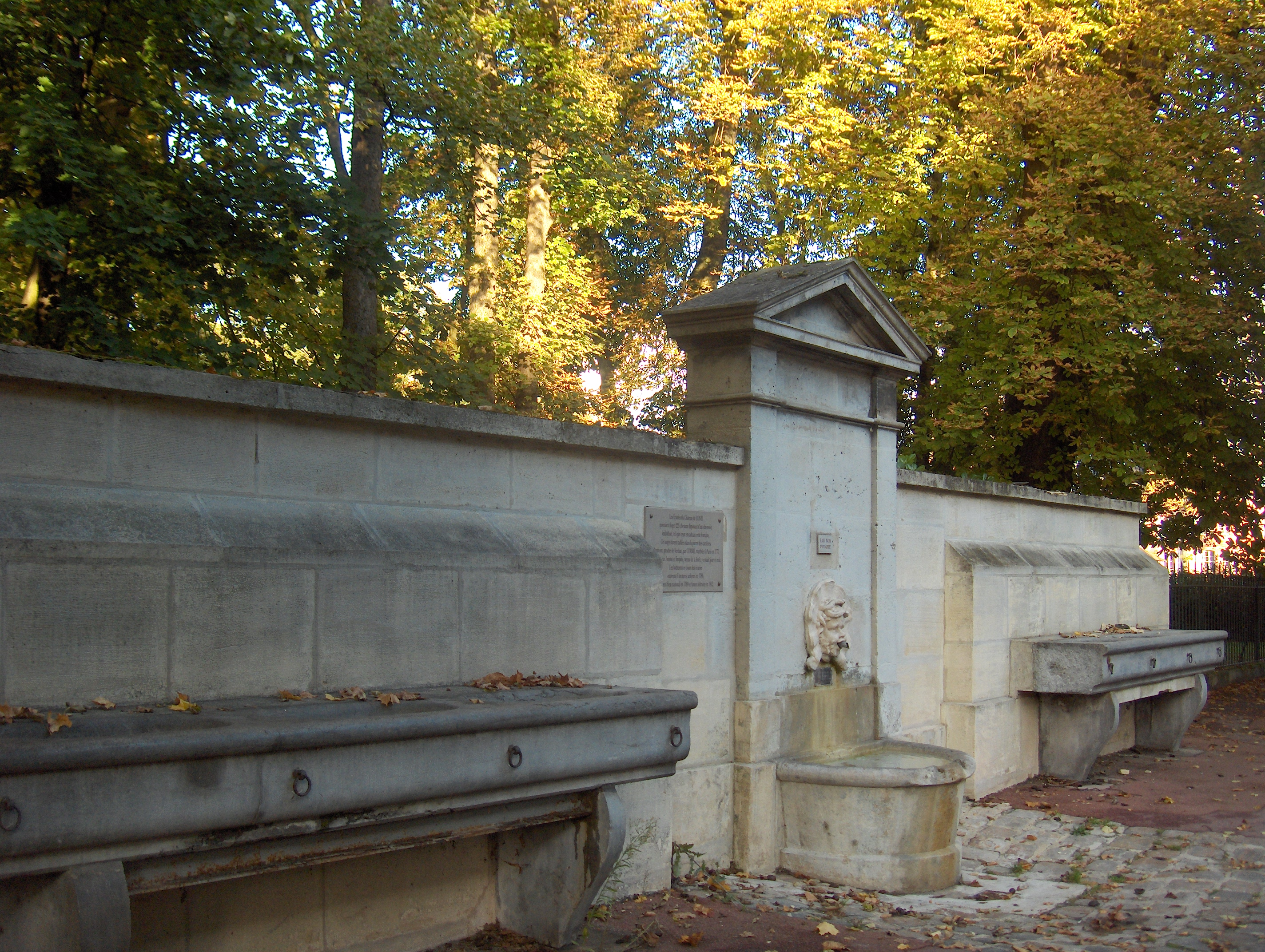
Les abreuvoirs des écuries monumentales : un des rares vestiges du château reconvertis en fontaine publique au parc Manchez à L'Isle-Adam

À la mort d'Henri II de Bourbon-Condé en 1651, ses biens sont partagés entre ses trois enfants : Louis II de Bourbon-Condé, Armand de Bourbon-Conti et Anne Geneviève de Bourbon-Condé, duchesse de Longueville. C'est Armand de Bourbon-Conti, premier prince de Conti, qui reçoit le domaine de L'Isle-Adam, qui va demeurer jusqu'à la Révolution française dans cette branche de la maison de Bourbon.
Armand de Bourbon-Conti, nommé gouverneur du Languedoc en 1660, séjourne peu à L'Isle-Adam. Après sa mort, survenue en 1666, sa veuve, la princesse Anne Marie Martinozzi, y passe davantage de temps. Dans la nuit du 30 juin au 1er juillet 1669, le château est gravement endommagé par un incendie. Les travaux de restauration commencent rapidement et sont achevés en 1671.
Son deuxième fils, François Louis de Bourbon-Conti, dit « le Grand Conti », s'intéresse en revanche de près à L'Isle-Adam. En 1707, par échange avec Jean-François de Chamillart, évêque de Senlis et prieur de Saint-Godegrand, il acquiert la totalité de l'île du Prieuré. Il fait restaurer le château à la même époque, faisant ragréer les façades et remplacer la vieille tour de l'ancien manoir féodal par un pavillon qui sert de conciergerie. En 1746, Louis François de Bourbon-Conti agrandit le domaine en achetant au marquis de Verderonne le château de Stors.

### La destruction du château
Confisqués comme biens nationaux sous la Révolution, le château et ses dépendances sont adjugés en 1798 à un Sieur Heyer, dont les héritiers les cèdent à un nommé Brousse. Ce dernier fait procéder à la démolition de l'ensemble. Celle-ci est achevée en 1813. Il ne reste plus rien du domaine des Conti.

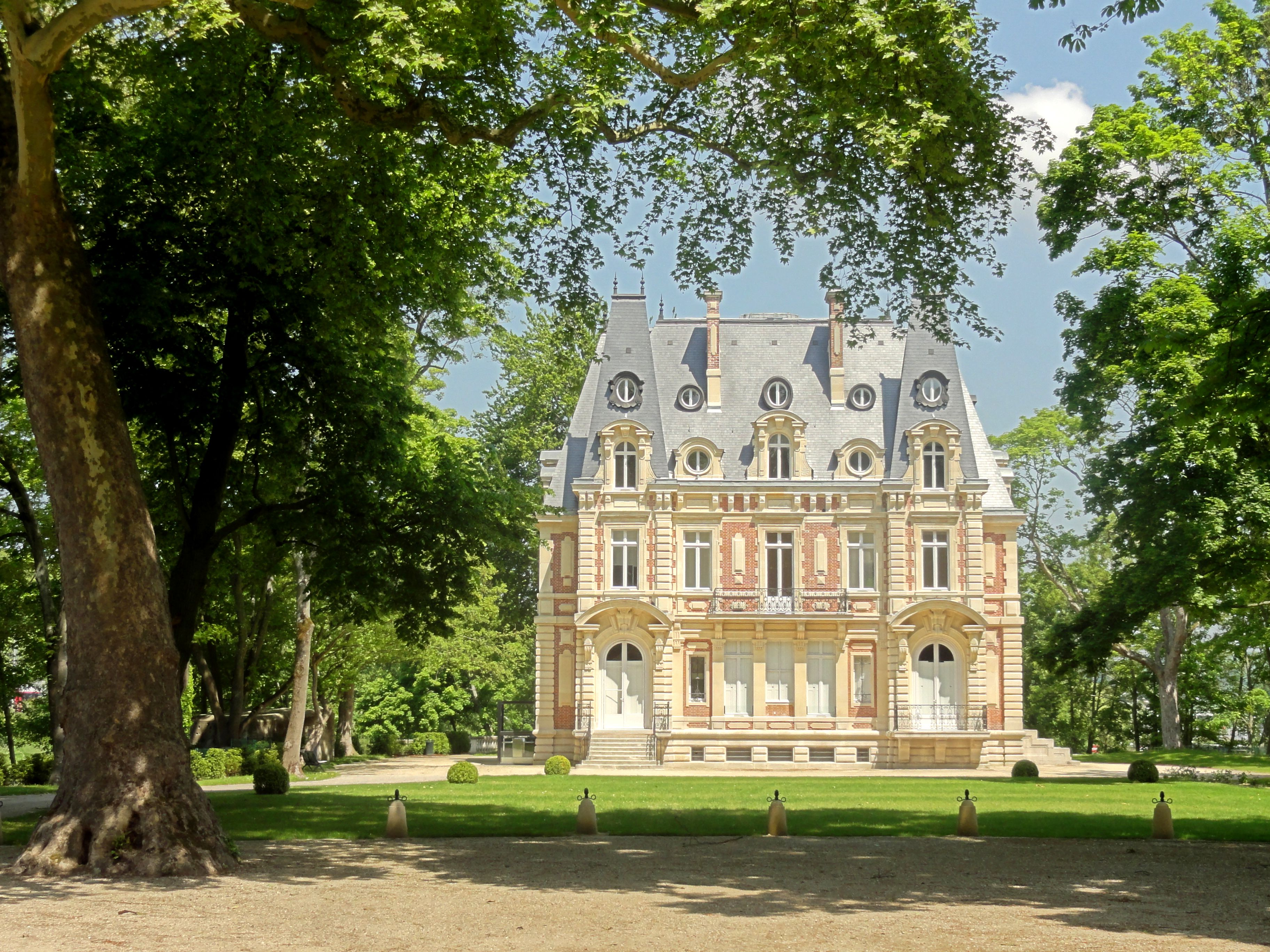
Le château actuel.

Le 12 mai 1821, Mme Papon, veuve de Christophe Ducamp, achète les terrains de Parmain ainsi que toute l'île du Prieuré et de nombreux terrains dans l'Isle-Adam. Elle fait d'abord construire une belle demeure à Parmain (1828), mais cette propriété est abîmée en 1846 par l'arrivée du chemin de fer. Son fils, Alfred Ducamp entreprend vers 1857 la construction dans l'île du Prieuré d'un petit château en brique et pierre de style Louis XIII, à l'emplacement de l'ancien château des Conti. 
Ce château passe ensuite à Amédée Pain, puis à son fils, Henri Pain, diplomate et compositeur. La propriété est incendiée par les Prussiens durant la guerre de 1870. L'un des deux pavillons de la conciergerie de l'ancien château des Conti disparaît à cette occasion. Le château est reconstruit et sert d'hôtel, de maison de repos, de restaurant avant d'être laissé à l'abandon. 
Il est acheté en 1985 par un groupement de sociétés d’exploitation de produits pétroliers qui y installe ses bureaux puis, en 2005, par la municipalité de L'Isle-Adam, qui y installe l'administration du musée d'art et d'histoire Louis-Senlecq.

## Site
A trois lieues de Pontoise et six lieues de Chantilly, le château de L'Isle-Adam était édifié à l'extrémité nord de l'île du Prieuré, entre le hameau de Parmain, sur la rive droite de l'Oise, et le village de L'Isle-Adam, sur la rive gauche. Un pont reliait l'île du Prieuré à Parmain et un autre à l'île de la Cohue.
Le site présentait un intérêt stratégique évident, permettant au Moyen Âge de contrôler le passage sur l'Oise. En outre, l'abondance de l'eau était un atout pour la création de jardins. En revanche, l'exiguïté de l'île créait une contrainte majeure pour les architectes. De plus, l'irrégularité du cours de l'Oise et la nature du terrain se conjuguaient pour créer de sérieux problèmes de stabilité, d'infiltrations et de sape.

## Architecture

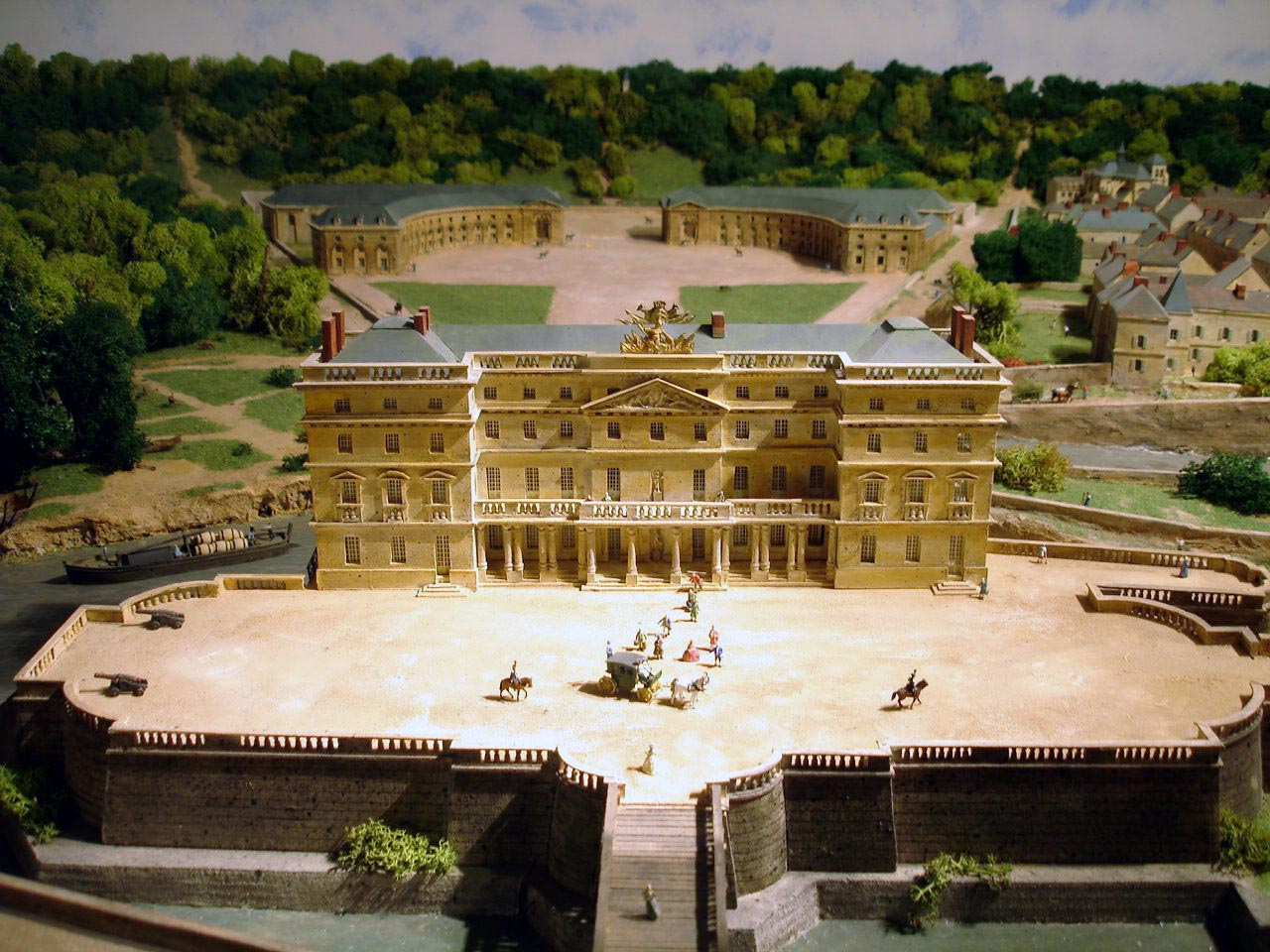
Maquette du château au musée Louis Senlecq de L'Isle-Adam

Le procès-verbal établi à l'occasion de l'incendie de 1669 indique que le château était alors une construction en brique et pierre de trois niveaux dont un de combles, comprenant un corps central simple en profondeur, encadré de deux pavillons et un bâtiment de communs, la façade principale étant précédée par une cour d'honneur.
La reconstruction de 1671 ne modifie pas la structure du bâtiment. Le corps principal comporte 8 travées et chaque pavillon 3, chacune de ces trois parties étant couverte d'un comble indépendant. Le corps central est surmonté d'un fronton percé d'un oculus et orné de sculptures par Martin Desjardins.
En 1709, les travaux effectués par le Grand Conti n'apportent que peu de modifications à l'aspect général du château, hors l'ajout de balcons aux fenêtres du premier étage, d'un grand balcon au rez-de-chaussée et de refends. Le château prend ainsi l'aspect représenté sur le tableau de Michel Barthélemy Ollivier Fête donnée par le Prince Louis François de Conti en l'honneur de Charles Guillaume Ferdinand, prince héréditaire de Brunswick-Lunebourg en 1766 : Le cerf pris dans l'eau devant le château de L'Isle-Adam (Château de Versailles).
Des travaux de décoration dont on ne sait rien sont effectués entre 1723 et 1725 pour Louis Armand II de Bourbon-Conti. De nouveaux aménagements sont réalisés sous la direction de l'architecte Nicolas Simonnet entre 1734 et 1736. D'autres sont dirigés par Pierre Contant d'Ivry entre 1742 et 1744. Nommé architecte du Prince de Conti en 1737, ce dernier travaille surtout sur les jardins de L'Isle-Adam, dont l'agrandissement et la transformation sont réalisés entre 1737 et 1742.

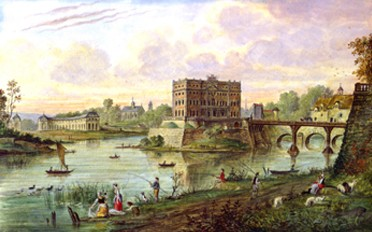
Louis-Gabriel Moreau l'Aîné, Le château du prince de Conti à L'Isle-Adam - Vue après la reconstruction de 1777.

En 1747, Jean Damun, architecte des Menus-Plaisirs du Prince de Conti, construit une salle de spectacle sur l'île de la Cohue. En 1771, il est chargé d'agrandir cette salle et d'aménager une salle de bal.
En 1757-1758, l'architecte Jean-Baptiste Courtonne dirige une campagne de travaux relativement importante, qui vise à moderniser l'aspect du château et à le rendre plus agréable : création, le long de la façade sur cour, d'une colonnade d'ordre ionique, précédée d'un perron et surmontée d'une balustrade, création de cuisines et offices en sous-sol.
Entre 1777 et 1783, Louis François Joseph de Bourbon-Conti, qui a hérité un château en fort mauvais état, en raison de tassements des fondations sous l'effet de l'eau mais aussi du manque d'entretien, le fait entièrement reconstruire par l'architecte Jean-Baptiste André. Celui-ci remplace le troisième étage sous combles par un attique, renforce le soubassement en créant une terrasse à la place du balcon du rez-de-chaussée de manière à consolider le château tout en le rendant plus harmonieux, et accroît l'utilisation de la sculpture et d'ornements de façade tels que des frontons triangulaires ou en arc segmentaires pour les fenêtres de l'étage noble sur la cour d'honneur. D'autre part, il édifie, sur la rive gauche de l'Oise, de vastes et magnifiques écuries pour 225 chevaux disposant chacun d’un ample abreuvoir individuel taillé en 1777 dans la pierre de Jaumont — dont les carrières sont situées entre Verdun et Metz. Enfin, il reconstruit le pont de la Croix qui relie les îles du Prieuré et de la Cohue.